# Ibirapuera Park
Ibirapuera Park este un parc din São Paulo, deschis în anul 1954. Are 1,58 km², și este vizitat anual de circa 20 de milioane de persoane.